# Hyperaeschrella
Hyperaeschrella is een geslacht van vlinders van de familie tandvlinders (Notodontidae).

## Soorten
- H. dentata Hampson, 1892
- H. familiaris Schintlmeister, 1993
- H. nigribasis Hampson, 1892
- H. occidentalis Schintlmeister, 1993